# Резолюция Сената № 819 (Секретные материалы)
«Резолюция Сената № 819» (англ. «S.R. 819») — 9-й эпизод 6-го сезона сериала «Секретные материалы». Премьера состоялась 17 января 1999 года на телеканале FOX. Эпизод позволяет более подробно раскрыть так называемую «мифологию сериала», заданную в пилотной серии Режиссёр — Дэниел Сакхайм, автор сценария — Джон Шибан, приглашённые звёзды — Митч Пиледжи, Николас Ли, Кеннет Тайгар, Дженни Гаго, Джон Тоуи, Рэймонд Дж. Бэрри.
В США серия получила рейтинг домохозяйств Нильсена, равный 9,1, который означает, что в день выхода серию посмотрели 15,7 миллиона человек.
Главные герои серии — Фокс Малдер (Дэвид Духовны) и Дана Скалли (Джиллиан Андерсон), агенты ФБР, расследующие сложно поддающиеся научному объяснению преступления, называемые Секретными материалами.

## Сюжет
В больнице врачи безуспешно пытаются спасти Уолтера Скиннера, синего от чрезвычайно вздувшихся, пульсирующих кровеносных сосудов. Главврач Кабрера приказывает прекратить попытки спасти умирающего.
Сутками ранее Скиннер во время боксёрского спарринга внезапно теряет ориентацию и получает сильный удар в голову. После осмотра, в ходе которого у Скиннера обнаруживается огромный синяк на ребрах, врачи выписывают его из больницы. Электронный голос по телефону сообщает Скиннеру, что тому осталось жить 24 часа. Поздно вечером Малдер находит обессиленного Скиннера с увеличившимся синяком, лежащим в собственном кабинете, и вызывает Скалли. Агенты выясняют, что утром с визитом к Скиннеру приходил некто Кеннет Оргел, известный физик и советник комиссии Сената по этике и новым технологиям. Малдер и Скиннер отправляются в дом к Оргелу, обнаружив, что того пытаются похитить вооружённые люди. Малдеру удаётся задержать одного из похитителей, но, поскольку у того на руках дипломатические документы, агенты вынуждены отпустить его. Тем не менее, Малдер проверяет биографические данные отпущенного. Проверка приводит Малдера в кабинет сенатора Ричарда Мэтисона, где агент не может добиться никакой информации. Скалли находит в крови Скиннера основанный на углероде организм, уничтожающий эритроциты в ходе структурированного саморазмножения. Скиннер, пережив попытку покушения в подземном гараже, попадает в больницу, так как его состояние резко ухудшается из-за прогрессирующей болезни. Малдер сообщает Скалли, что Скиннер расследовал билль, связанный со здравоохранением, под названием «Резолюция Сената № 819». Скиннер вспоминает, что в боксёрском зале и в парковочном гараже, он видел одного и того же бородатого человека. Малдер видит этого же человека в больнице, но тот спасается бегством. Сенатор Мэтисон прибывает на цементный завод, где бородатый человек у него на глазах убивает доктора Оргела при помощи того же самого организма, которым заражён Скиннер.
Состояние Скиннера ухудшается и его увозят в реанимацию. После неудачных попыток спасти агента врачи объявляют его мертвым, но Скиннер внезапно приходит в себя. Его состояние постепенно нормализуется, тогда как бородатый человек на портативном пульте управления снижает уровень нагрузки. Выздоровевший Скиннер приказывает Малдеру и Скалли соблюдать субординацию и подчиняться приказам их непосредственного начальника — Элвина Керша. Вечером, садясь в машину, Скиннер общается с человеком на заднем сиденье, которым оказывается Алекс Крайчек, снявший накладную бороду и парик. Контроль над биологическим организмом внутри тела Скиннера остаётся у Крайчека.

## Производство

### Сценарий
В начале шестого сезона продюсеры сериала озаботились судьбой Уолтера Скиннера, так как с переводом Малдера и Скалли из отдела «Секретных материалов» персонаж Скиннера утратил свою традиционную значимость. Сценарист эпизода, Джон Шибан, сначала хотел заразить наноботами Малдера, но посчитал этот поворот сюжета слабым, так как зрители понимали бы, что с главным героем ничего не случится. Тогда Шибан переработал сценарий, поставив Скиннера на место Малдера. Вдохновение сценарист почерпнул в фильме 1950 года Мёртв по прибытии и его римейке 1988 года, по сюжету которых герой вот-вот умрёт и за короткий промежуток времени должен выяснить, кто и почему его убивает.
Сюжет с наноботами рассматривался сценаристами на протяжении нескольких сезонов, но впервые был воплощён в жизнь Шибаном. Контроль Крайчека над жизнью Скиннера вновь делал последнего таинственным персонажем с неизвестной мотивацией. Ранее Скиннер выступал как строгий начальник, который, несмотря на это, не раз ставил собственную жизнь и карьеру под угрозу ради Малдера и Скалли. Теперь же у него появлялась новая сторона, о которой Малдер ничего не знал. Этот сюжетный поворот в дальнейшем был использован в эпизоде «Биогенез» и получил продолжение в следующем сезоне.

### Съёмки
В изначальном варианте эпизода задумывалась затяжная сцена драки между Скиннером и Крайчеком, от которой пришлось отказаться из-за ограниченного эфирного времени. Тем не менее Скиннер провёл короткий бой по правилам бокса, где Митч Пиледжи выступил без дублёра. В молодости серьезно занимавшийся боксом Пиледжи вернулся в боксерский зал незадолго до начала съёмок, чтобы вернуть спортивную форму. Актёр с гордостью вспоминал, что у него вызывает большое удовольствие, когда люди путают его в этой сцене с каскадёром. Также актёру пришлось значительное время провести в кресле гримёра, пока ему приклеивали ужасающие вены. В предыдущих эпизодах грим Пиледжи был сведён к минимуму, и в связи с этим Пиледжи испытывал смешанные чувства. По словам актёра, гримёры прекрасно выполнили свою работу, но сидеть в кресле по нескольку часов было невыносимо, и если бы это требовалось постоянно на протяжении всего сериала, как в «Звёздном пути», то он бы точно не справился. Гримёры, в свою очередь, использовали два комплекта накладных вен: для ранней и для поздней стадий болезни.